# Armée Patriotique Rwandaise FC
L'Armée Patriotique Rwandaise FC és un club de futbol de Ruanda de la ciutat de Kigali.

## Història
El club va ser fundat l'any 1993 en finalitzar la guerra civil al país. És l'equip de l'exèrcit i és el continuador del Panthères Noires, l'antic equip de l'exèrcit. Els seus colors són el blanc i el negre.

## Palmarès
- Lliga ruandesa de futbol:[3]
  - 11995, 1996, 1999, 2000, 2001, 2003, 2005, 2006, 2007, 2009, 2010, 2011, 2012, 2014, 2015, 2016, 2018, 2020, 2021, 2022, 2023, 2024, 2025
- Copa ruandesa de futbol:[4]
  - 2002, 2006, 2007, 2008, 2010, 2011, 2012, 2014
- Supercopa ruandesa de futbol:
  - 2002, 2016, 2018
- Copa CECAFA de clubs de futbol:
  - 2004, 2007, 2010